# Nozdrzec (gemeente)
De gemeente Nozdrzec is een landgemeente in het Poolse woiwodschap Subkarpaten, in powiat Brzozowski.
De zetel van de gemeente is in Nozdrzec.
Op 30 juni 2004 telde de gemeente 8582 inwoners.

## Oppervlakte gegevens
In 2002 bedroeg de totale oppervlakte van gemeente Nozdrzec 121,62 km², waarvan:
- agrarisch gebied: 62%
- bossen: 30%

De gemeente beslaat 22,51% van de totale oppervlakte van de powiat.

## Demografie
Stand op 30 juni 2004:
| Omschrijving                   | Totaal | Totaal | Vrouwen | Vrouwen | Mannen | Mannen |
| ------------------------------ | ------ | ------ | ------- | ------- | ------ | ------ |
| eenheid                        | aantal | %      | aantal  | %       | aantal | %      |
| inwoners                       | 8582   | 100    | 4342    | 50,6    | 4240   | 49,4   |
| bevolkingsdichtheid (inw./km²) | 70,6   | 70,6   | 35,7    | 35,7    | 34,9   | 34,9   |

In 2002 bedroeg het gemiddelde inkomen per inwoner 1363,6 zł.

## Administratieve plaatsen (sołectwo)
Hłudno, Huta Poręby, Izdebki, Izdebki-Rudawiec, Siedliska, Ujazdy-Ryta Górka, Wara, Wesoła, Wołodź.
Zonder de status sołectwo : Wola Wołodzka.

## Aangrenzende gemeenten
Bircza, Błażowa, Brzozów, Domaradz, Dydnia, Dynów